# Жерар Нуарьєль
Жерар Нуарьєль (Gérard Noiriel; нар. 11 липня 1950, Нансі),  французький історик, директор з досліджень у Вищій школі соціальних наук.
Є одним із піонерів історії імміграції у Франції. Також досліджує історію робітничого класу та цікавиться питаннями міждисциплінарності й епістемології в історичній науці. Остання видана книжка — «Народна історія Франції. Від Столітньої війни до наших днів» (Une histoire populaire de la France, 2018).

## Переклади українською
- Жовті жилети: чого нас учить історія [Архівовано 5 грудня 2018 у Wayback Machine.] // Спільне. — 5 грудня 2018.